# Qualificazioni alla CONCACAF Gold Cup 2025
Questa voce raccoglie un approfondimento sui risultati degli incontri per l'accesso alla fase finale della CONCACAF Gold Cup 2025.

## Formula
Questa edizione consiste in un unico turno con partite di andate e ritorno. Partecipano14 squadre divise in due gruppi da 7 in base al ranking CONCACAF al 20 novembre 2024, e le squadre sono state accoppiate in modo tale che le squadre con ranking più alto affrontino quelle con ranking più basso. La squadra con miglior ranking gioca in casa la partita di ritorno. In caso di parità al termine dei 180' si giocano i tempi supplementari e gli eventuali tiri di rigore.

## Squadre
Le squadre che partecipano ai preliminari sono date in base ai risultati della CONCACAF Nations League 2024-2025:
- Le quattro perdenti dei quarti di finale.
- Le terze e quarte classificate della Lega A.
- Le due migliori seconde della Lega B.
- Le quattro vincitrici degli spareggi

| Quarti di finale | Lega A                          | Lega B                    | Spareggi  |
| ---------------- | ------------------------------- | ------------------------- | --------- |
| Costa Rica       | Guatemala (3° girone A)         | Saint Vincent e Grenadine | Guadalupa |
| Giamaica         | Nicaragua (3° girone B)         | Bermuda                   | Cuba      |
| Suriname         | Martinica (4º girone A)         |                           | Belize    |
| Honduras         | Trinidad e Tobago (4º girone B) | Guyana                    |           |

Le squadre sono state suddivise in due gruppi in base al ranking:
| Posizione | Squadra           | Ranking | Punti |
| --------- | ----------------- | ------- | ----- |
| 1         | Costa Rica        | 5       | 1.658 |
| 2         | Giamaica          | 6       | 1.574 |
| 3         | Honduras          | 7       | 1.513 |
| 4         | Guatemala         | 9       | 1.423 |
| 5         | Trinidad e Tobago | 10      | 1.313 |
| 6         | Martinica         | 11      | 1.296 |
| 7         | Nicaragua         | 13      | 1.198 |

| Posizione | Squadra                   | Ranking | Punti |
| --------- | ------------------------- | ------- | ----- |
| 8         | Guadalupa                 | 14      | 1.139 |
| 9         | Suriname                  | 16      | 1.128 |
| 10        | Cuba                      | 17      | 1.112 |
| 11        | Guyana                    | 19      | 1.024 |
| 12        | Bermuda                   | 21      | 885   |
| 13        | Saint Vincent e Grenadine | 22      | 870   |
| 14        | Belize                    | 25      | 791   |

## Partite
| Squadra 1                 | Totale | Squadra 2         | Andata | Ritorno |
| ------------------------- | ------ | ----------------- | ------ | ------- |
| Belize                    | 1 - 13 | Costa Rica        | 0 - 7  | 1 - 6   |
| Saint Vincent e Grenadine | 1 - 4  | Giamaica          | 1 - 1  | 0 - 3   |
| Bermuda                   | 3 - 7  | Honduras          | 3 - 5  | 0 - 2   |
| Guyana                    | 3 - 4  | Guatemala         | 3 - 2  | 0 - 2   |
| Cuba                      | 1 - 6  | Trinidad e Tobago | 1 - 2  | 0 - 4   |
| Suriname                  | 2 - 0  | Martinica         | 1 - 0  | 1 - 0   |
| Guadalupa                 | 2 - 0  | Nicaragua         | 1 - 0  | 1 - 0   |

Andata
| Arbitro: | Adonis Carrasco |

|  |           |                                                                           |
|  | Marcatori | 7’, 36’ (rig.) Ugalde 38’ Vargas 65’ Mitchell 70’, 88’ Zamora 81’ Alcócer |

| Arbitro: | Karen Hernández |

|              |           |                     |
| Anderson 65’ | Marcatori | 90+4’ (rig.) Bailey |

| Arbitro: | Reon Radix |

|                                                     |           |                                                    |
| Crichlow 1’ Parfitt-Williams 44’ Lewis 90+2’ (rig.) | Marcatori | 60’, 66’ Quioto 64’ Palma 89’ Martinez 90+4’ Pinto |

| Arbitro: | Iván Barton |

|                    |           |                               |
| Jones 9’, 36’, 56’ | Marcatori | 29’ Martínez 80’ (rig.) Pinto |

| Arbitro: | Juan Gabriel Calderón |

|          |           |                    |
| Matos 6’ | Marcatori | 20’ Lee 53’ Yeates |

| Arbitro: | Víctor Cáceres |

|          |           |  |
| Kerk 52’ | Marcatori |  |

| Arbitro: | Nelson Salgado |

|           |           |  |
| David 17’ | Marcatori |  |

Ritorno
| Arbitro: | Julio Luna |

|                                                        |           |               |
| Arzu 1’ Bran 6’, 66’ Martínez 8’ Ugalde 36’ Zamora 69’ | Marcatori | 47’ Bernárdez |

| Arbitro: | Pierre-Luc Lauzière |

|                                           |           |  |
| Brown 27’ Johnson 89’ (aut.) Cephas 90+4’ | Marcatori |  |

| Arbitro: | Bryan López |

|                        |           |  |
| Benguché 53’ Palma 57’ | Marcatori |  |

| Arbitro: | Lukasz Szpala |

|                     |           |  |
| Rubin 11’ Lemus 76’ | Marcatori |  |

| Arbitro: | César Ramos Palazuelos |

|                                   |           |  |
| Lee 22’, 37’ Molino 51’ James 84’ | Marcatori |  |

| Arbitro: | José Torres |

|  |           |            |
|  | Marcatori | 80’ Pherai |

| Arbitro: | Fernando Hernández |

|  |           |            |
|  | Marcatori | 64’ Mirval |